# Scambus truncatus
Scambus truncatus là một loài tò vò trong họ Ichneumonidae.